# Cheryl Braxton
Cheryl Braxton es un personaje ficticio de la serie de televisión australiana Home and Away, interpretada por la actriz Suzi Dougherty del 2 de marzo de 2011 hasta el 2015. Suzi regresó a la serie brevemente el 24 de noviembre del 2016.

## Biografía
Cheryl es la madre de Darryl, Heath y Casey Braxton. Aparece por primera vez cuando la directora de la escuela Summer High School Gina Austin la llama para que la vaya a ver para hablar acerca de las habilidades de su hijo Casey, sin embargo Cheryl furiosa por la intromisión de Gina y los deseos de Casey por estudiar en vez de quedarse en casa decide echarlo.
Más tarde Cheryl vuelve a aparecer cuando la oficial Charlie Buckton la detiene por ir a exceso de velocidad. Más tarde en el 2012 Brax preocupado por la seguridad de su padre le pide que se vaya de la bahía luego de que su abusivo exesposo Danny Braxton saliera de la cárcel. Cheryl logra huir antes de que Danny llegara a su casa para exigirle su dinero.
Cheryl regresa en octubre del 2012 luego de que Heath le llamara para contarle lo sucedido con Casey y sobre Rocco. Después de su llegada Cheryl conoce a Bianca Scott, la novia de Heath y madre de Rocco Scott-Braxton sin embargo las cosas no salen bien, y Cheryl les hace saber tanto a Heath como a Bianca que no le cae bien Bianca. Poco después su nieto Rocco fallece por muerte súbita infantil, lo que deja a los Braxton destrozados.
En el 2014 cuando Brax descubre una foto de Casey cuando era bebé entre las cosas de Johnny Barrett, decide confrontar a su madre y cuando lo hace Cheryl le revela que la razón por la que Johnny tuviera la foto de Casey era porque Casey era hijo de Johnny y no de Danny.
El 24 de noviembre del 2016 Cheryl regresó a la bahía para ayudar a su hijo, Heath quien tenía problemas con su esposa, Bianca.